# 新潟県道224号地蔵堂中島線
新潟県道224号地蔵堂中島線（にいがたけんどう224ごう じぞうどうなかじません）は、新潟県燕市を通る一般県道である。終点付近で長岡市域（寺泊地区）をわずかに通過する。

## 概要

### 路線データ
- 起点：新潟県燕市分水桜町3丁目（新潟県道374号五千石巻新潟線交点）
- 終点：新潟県燕市中島（新潟県道2号新潟寺泊線・新潟県道68号燕分水線交点）

## 通過する自治体
- 新潟県
  - 燕市 - 長岡市 - 燕市

## 接続する道路
- 新潟県道374号五千石巻新潟線（起点：燕市分水桜町3丁目）
- 新潟県道68号燕分水線（燕市野中才 - 石港交差点（終点）で重複）
- 新潟県道2号新潟寺泊線（終点：石港交差点）

## 周辺
- JR越後線 分水駅
- 燕・弥彦総合事務組合消防本部 分水消防署
- 燕市役所 分水庁舎（旧・分水町役場）
- 燕市立吉田小学校
- 第四北越銀行 分水中央支店
- 第四北越銀行 分水支店
- 新潟大栄信用組合 本店
- JA越後中央 分水支店
- 分水郵便局
- 大河津分水路

## その他
- 路線名の「地蔵堂」は、起点付近の旧地名（新潟県燕市地蔵堂）に由来する。